# Cnémide

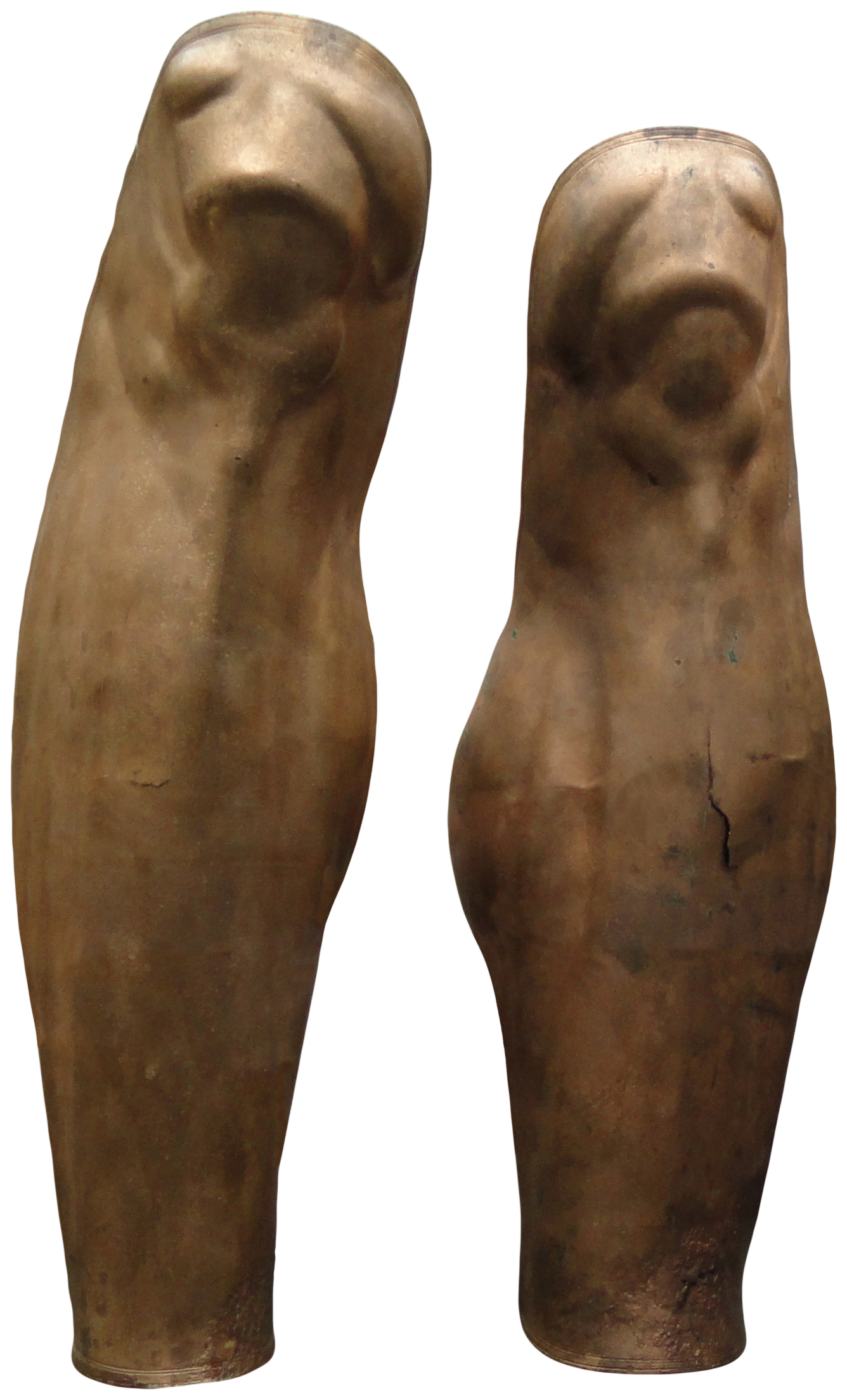
Cnémides de la tombe du guerrier Denda, Grande Grèce, vers -500 Collections d'Antiquités de l'État bavarois.

Les cnémides (du grec : knêmis) sont des jambières, éléments de protection des tibias, utilisées durant l'Antiquité en Grèce et à Rome.
En Grèce, elles étaient réalisées à partir de feuilles de bronze martelées et éventuellement décorées, ces jambières sont formées anatomiquement pour chaque combattant : adaptées à la morphologie de celui-ci, l'élasticité du métal les maintient en place autour des mollets et ne nécessite pas de lanières de fixation. Destinées à protéger les fantassins lourdement armés comme les hoplites lors des corps à corps, les cnémides recouvrent l'ensemble de la partie inférieure avant des jambes, depuis l'articulation de la cheville jusqu'au-dessus du genou et complètent l'armement défensif constitué par l'aspis, la cuirasse et le casque, ne laissant ainsi plus aucune partie de leur corps exposée à l'adversaire. Pour les hoplites, citoyens issus des trois premières classes censitaires à Athènes, les cnémides devaient être acquises tout comme le reste de l'équipement aux frais du combattant.
Au Moyen Âge, le rôle est repris par les grèves. Les cnémides seront aussi utilisées par les Romains.

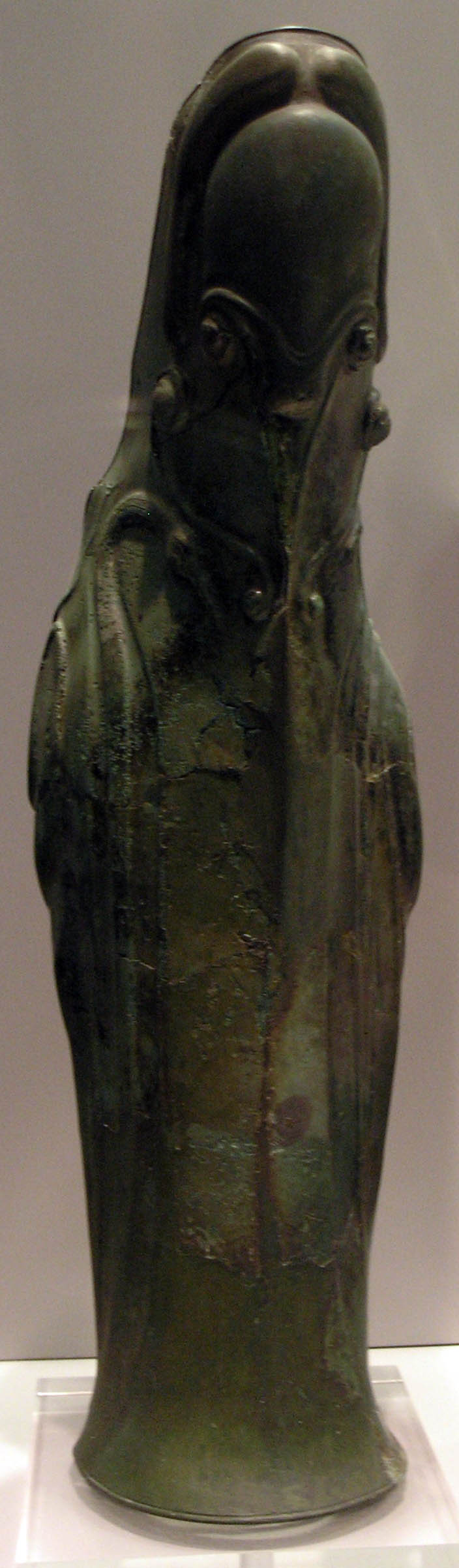
Cnémide conservée au Musée national archéologique d'Athènes.
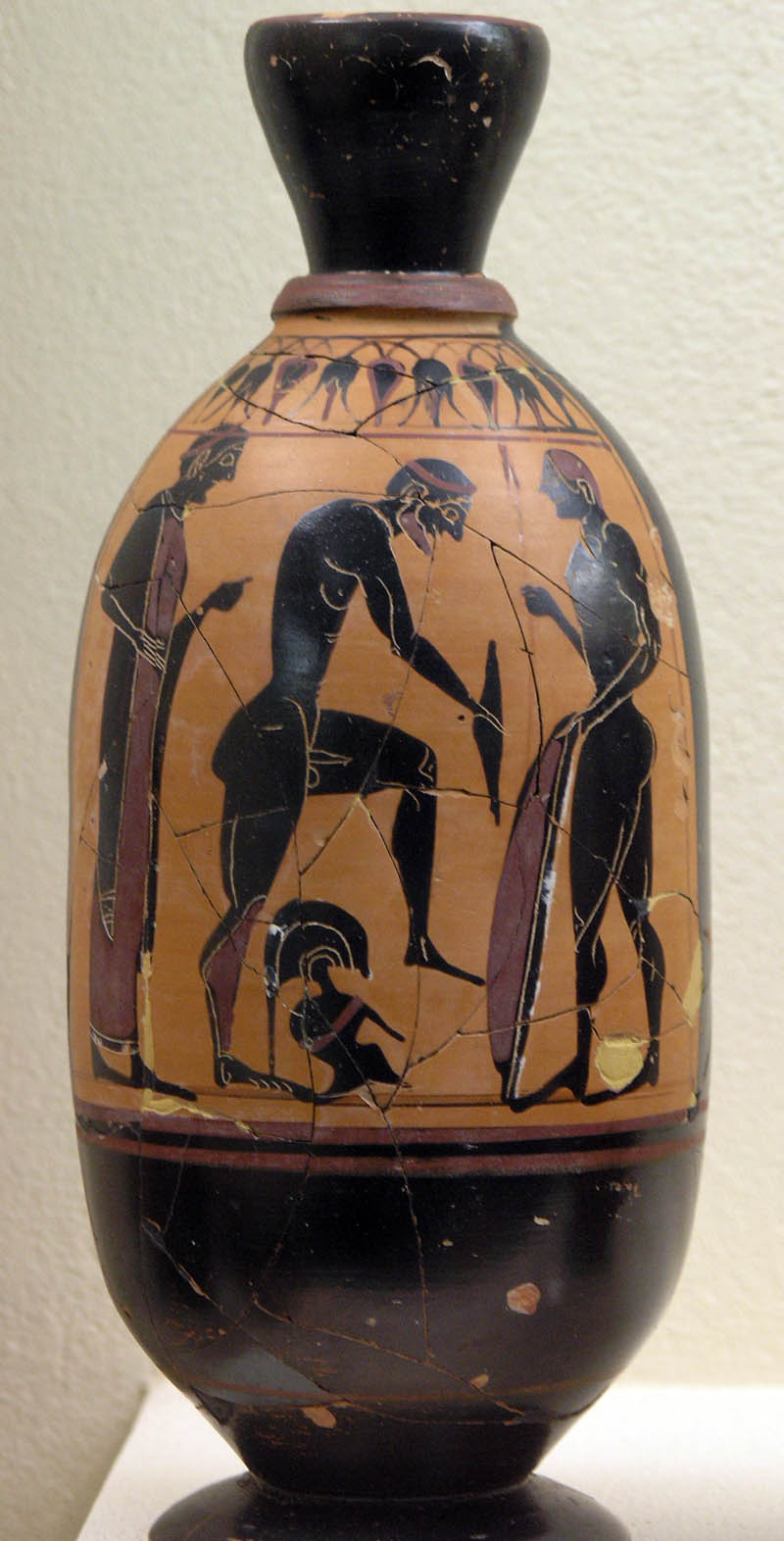
Guerrier en train de revêtir une cnémide, Musée archéologique du Céramique.